# Jerzy Bardziński
Jerzy Aleksander Bardziński (Sokołów, 23 novembre 1892 – Varsavia, 26 ottobre 1933) è stato un militare e bobbista polacco.
Proprietario terriero e ufficiale di carriera di cavalleria nell'esercito polacco, partecipò alle Olimpiadi invernali di Sankt Moritz 1928.

## Biografia
Nato nella tenuta paterna di Sokołów, era figlio di Jan Bardziński e Izabela nata Ciechanowiecka; il suo bisnonno era Jan Nepomucen Bardziński, capitano della Legione Nadwiślańska.
Dopo aver completato la settima classe alla Scuola reale di Cracovia, conseguì il diploma al liceo filologico di Varsavia; seguì poi un corso di economia politica a Oxford e studiò alla Scuola di cavalleria di Tver'. Successivamente, frequentò la facoltà di agricoltura dell'Università Jagellonica. Oltre alla sua lingua madre, Bardziński parlava correntemente russo, francese, inglese e tedesco. Si arruolò nell'esercito polacco quando il Paese riconquistò l'indipendenza dopo la prima guerra mondiale e partecipò alla guerra polacco-bolscevica come ufficiale di cavalleria. Comandò, tra gli altri, il 14º reggimento lancieri. Nel 1922 fu decorato due volte con la Croce al valore come comandante del 1º reggimento di lancieri del primo corpo polacco in Russia. Dal 1921 al 1923 fu addetto militare presso l'ambasciata polacca a Londra, rimanendo ufficiale soprannumerario del 1º reggimento lancieri. Il 3 maggio 1922 fu promosso al grado di maggiore con anzianità dal 1º giugno 1919 e iscritto al 36º posto nel corpo degli ufficiali a cavallo. Al suo ritorno in Polonia prestò servizio nel reggimento di provenienza a Suwałki. Il 1º dicembre 1924 fu nominato tenente colonnello con anzianità dal 15 agosto 1924 e si classificò al 6º posto nel corpo degli ufficiali di cavalleria. Successivamente fu trasferito nelle riserve. Rimase negli archivi del Quartier Generale Complementare di Varsavia III. Fu assegnato in riserva al 1º reggimento di cavalleria Krechowiecki.
Durante il trasferimento nella riserva fu inviato alle Olimpiadi invernali di Sankt Moritz 1928, insieme ad altri ufficiali della II Divisione, che formarono la prima Nazionale di bob della Polonia, pilotata dal conte Józef Broel-Plater. Nella gara di bob a cinque si classificarono al 17º posto su 23 equipaggi.
Bardziński morì solo cinque anni dopo la sua partecipazione alle Olimpiadi, all'età di 40 anni, lasciando la seconda moglie Alicją Halama, dalla quale ebbe un figlio (nato il 27 ottobre 1932). Fu sepolto in una tomba di famiglia a Sokołów.